# منصور الآمر باحکام‌الله
منصور بن مستعلی الآمر باحکام‌الله خلیفه ی دهم فاطمی و بیستمین امام اسماعیلی مستعلی بود. در زمان او نایب‌السلطنه‌اش افضل شاهنشاه عملاً خلافت را در دست داشت و خلیفه در کارهای سیاسی دخالتی نمی‌کرد؛ تا این که الآمر، نایب‌السلطنه را عزل و مأمون بطائحی را به جای او گماشت. وی در سال ۱۱۳۰ بدست حشاشین ترور شد و پس از او طیب ابوالقاسم به خلافت رسید.

## زندگی
ابو علی المنصور در سال ۴۹۰ هجری قمری/ ۱۰۹۶ میلادی به دنیا آمد. پس از درگذشت پدرش المستعلی بالله، خلافت فاطمی را به عهده گرفت و به نام «الآمر بأحکام الله» شناخته شد. در بیست سال اول حکومت او، قدرت واقعی در دست وزیر قدرتمند و مشهور به نام افضل بود. اما پس از دوران الأفضل و جانشینش مأمون بطائحی، الآمر تصمیم گرفت وزیر تعیین نکند و امور کشور را شخصاً اداره کند.
در زمان حکومت الآمر، اسماعیلیان نزاری در فارس و سوریه قدرت خود را مستحکم کردند و فعالیت‌هایشان را تا مصر فاطمی گسترش دادند. در سال ۵۱۶ق/ ۱۱۱۲م، نشست رسمی در کاخ فاطمی در قاهره برگزار شد تا حقانیت مستعلی و الآمر در امامت اعلام و ادعاهای نزار بن المستنصر و طرفدارانش رد شود. شرکت‌کنندگان در این نشست سندی با عنوان «الهداية الآمرية» صادر کردند که تاکنون حفظ شده است. حکومت الآمر به‌تدریج به دلیل رفتارهای تند و خشنش در میان مردم محبوبیت خود را از دست داد و این نارضایتی تا زمان ترورش ادامه داشت.

## کتابشناسی/ یادکردها
- ویلیام بوردهی (۱۳۶۴)، تحقیقی در آیین اسماعیلیه، ترجمهٔ زهرا سعیدی، مشهد: تابناک
- محمد بن زین العابدین (۱۳۶۲)، تاریخ جماعت اسمعیلیه:هدایت المومنین الطالبین، ترجمهٔ هما خاقان زاده، به کوشش الکساندر سیمونوف.، تهران: اساطیر

1. 1 2 3  دفتری، فرهاد (۲۰۱۶). معجم التاریخ الإسماعیلی (به عربی). ترجمهٔ سیف‌الدین قصیر (ویراست اول). بیروت، لبنان: دار الساقی. صص. ۶۹–۷۰. شابک ۹۷۸۶۱۴۴۲۵۸۵۰۷.